# Edwin Penhorwood
Edwin Penhorwood (* 1939) ist ein US-amerikanischer Komponist und derzeit in der Jacobs School of Music der Indiana University tätig.

## Leben
Penhorwood wuchs in Toledo auf und studierte Musik an der University of Iowa. Er erhielt Unterricht an der International School of Zurich, in der Kirchenmusikschule Berlin, der University of Missouri, und der Indiana University. Er ist der Musikdirektor des Graduate Opera Workshop und hat Klavierbegleitung unterrichtet. Penhorwood hat zahlreiche Gesangs- und Chorwerke komponiert. Eines seiner bekannteren Werke ist die komische Oper „Too many sopranos“.
Er ist verheiratet mit der Sopranistin Costanza Cuccaro.